# أندرو شو
أندرو شو هو لاعب هوكي الجليد كندي، ولد في 20 يوليو 1991 في بيلفي في كندا.

## وصلات خارجية
- أندرو شو على موقع دوري الهوكي الوطني (الإنجليزية)
- أندرو شو على موقع EliteProspects.com (الإنجليزية)
- أندرو شو على موقع Eurohockey.com (الإنجليزية)
- أندرو شو على موقع HockeyDB.com (الإنجليزية)
- أندرو شو على موقع Hockey-Reference.com (الإنجليزية)